# نادي نوروز
نادي نوروز الرياضي هو نادي كرة قدم عراقي يقع مقره في السليمانية، يلعب في الدوري العراقي الممتاز.